# Jennifer y Michele Steffin
Jennifer Marie y Michele Ann Steffin (n. 23 de marzo de 1981) son actrices estadounidenses. Son gemelas, conocidas por haber interpretado el papel de Rose Wilder en la serie de televisión La casa de la pradera.